# Wojejairok
Wojejairok (auch: Ujajiirukku Island, Ujajiirukku-To, Ujaziirukku-To) ist eine Insel des Kwajalein-Atolls in der Ralik-Kette im ozeanischen Staat der Marshallinseln (RMI).

## Geographie
Das Motu liegt im südwestlichen Saum des Atolls. Es ist durch eine seichte Stelle des Riffsaums mit Illeginni verbunden. Der Wojejairok Pass trennt die Insel von Wojejaiong im Westen.

## Klima
Das Klima ist tropisch heiß, wird jedoch von ständig wehenden Winden gemäßigt. Ebenso wie die anderen Orte der Kwajalein-Gruppe wird Wojejairok gelegentlich von Zyklonen heimgesucht.